# Île Sainte-Catherine (Créteil)
Ne doit pas être confondu avec Île Sainte-Catherine (Vienne).
Pour les articles homonymes, voir Île Sainte-Catherine.
L'île Sainte-Catherine est une île de la Marne, située entre Saint-Maur-des-Fossés et Créteil, en France.

## Caractéristiques
L'île Sainte-Catherine est une île fluviale située à proximité de la rive occidentale de la Marne sur le nord-est du territoire communal de Créteil (Val-de-Marne). Elle possède une forme allongée, de 740 m de long du nord au sud et de 130 m de large d'est en ouest ; au total, l'île mesure environ 91 300 m2.
L'île Sainte-Catherine est séparée de la rive cristolienne par un petit bras de la Marne : le Bras du Chapitre, qui dérive du bras principal vers l'ouest à partir de l'extrémité sud de l'île et se poursuit ensuite vers le nord. Elle est séparée des îles Brise-Pain et de la Guyère, au nord, par un autre bras reliant d'est en ouest le bras principal de la Marne à son chenal dérivé. Au sud-est de l'île, un dernier bras la sépare de l'île des Ravageurs, qui forme une sorte d'indentation dans sa superficie.
L'île est reliée à la rive ouest de la Marne par un seul pont accessible aux véhicules à moteur, au sud. Dans le prolongement de celui-ci, la passerelle piétonne de la Pie relie l'île à la rive est de la Marne (et Saint-Maur-des-Fossés). Une deuxième passerelle se situe au nord, en direction de l'île Brise-Pain. Une troisième passerelle, au sud-est, permet d'accéder à l'île des Ravageurs, et enfin, une dernière passerelle (la passerelle des uzelles) permet de rejoindre la rue piétonne et commerçante.
Peuplée de martins-pêcheurs, de canards mandarins, d'oies bernaches, de hérons, boisée de platanes multi-centenaires, de marronniers, de saules, l'île est aussi réputée pour le charme de ses habitations, le silence ambiant troublé que par le seul chant des oiseaux.